# Ragunda landskommun
Ragunda landskommun var tidigare en kommun i Jämtlands län.

## Administrativ historik
Kommunen bildades i  Ragunda socken i Jämtland i samband med att 1862 års kommunalförordningar trädde i kraft. Kommunreformen implementerades i Ragunda 1869 då kommunen fick sin första kommunalnämnd och kommunalfullmäktige som hade sitt första sammanträde 14 mars 1869.
Kommunen förblev opåverkad vid kommunreformen 1952. År 1971 infördes enhetlig kommuntyp och Ragunda landskommun ombildades därmed till Ragunda kommun, dock utan någon territoriell förändring den gången. 1974 gick dock kommunerna Fors och Stugun upp i Ragunda.

### Kyrklig tillhörighet
I kyrkligt hänseende tillhörde kommunen Ragunda församling.

## Geografi
Ragunda landskommun omfattade den 1 januari 1952 en areal av 955,20 km², varav 921,40 km² land.

### Tätorter i kommunen 1960
| Tätort       | Folkmängd |
| ------------ | --------- |
| Hammarstrand | 779       |
| Ragunda      | 202       |

Tätortsgraden i kommunen var den 1 november 1960 21,4 procent.

## Politik

### Mandatfördelning i valen 1938-1966
| 18 | 3 | 1 | 2 |

| 23 |

| 18 | 3 | 1 | 2 |

| 23 |

| 1 | 16 | 5 | 1 | 1 |

| 21 |

| 21 | 6 | 3 |  |

| 26 | 5 |

| 20 | 5 | 3 | 3 |

| 27 |

| 19 | 6 | 3 | 3 |

| 27 |

| 21 | 6 | 2 | 2 |

| 27 |

| 17 |  | 8 | 2 |  | 2 |

| 29 |